# Тифравст
Тифравст (V век до н. э.) — представитель династии Ахеменидов.
Он родился от связи персидского царя Ксеркса I с наложницей, имя которой неизвестно. Как и его двоюродный брат Ферендат, Тифравст в 469 или 466 году до н. э. был одним из командиров персов в битве при Эвримедонте. Под его начальством находился персидский флот, в то время как его двоюродный брат, который был убит в сражении, возглавлял сухопутную армию. Также Плутарх со ссылкой на Эфора указывает на них как на двух командующих вооружёнными силами Персии, но он приводит ещё свидетельство Каллисфена, который писал, что общее командование принадлежало Ариоманду.